# Giuseppe Gasparo Mezzofanti
Giuseppe Gasparo Mezzofanti (Bolonia, 19 de septiembre de 1774; Roma, 15 de marzo de 1849) fue un cardenal y lingüista italiano y quizás el mayor políglota de la historia.
Hablaba más de 48 lenguas fluidamente. Nunca abandonó Italia, por lo que las aprendió con acento italiano. Gente de todos los lugares del mundo viajaba especialmente a Italia para hablar con él en sus idiomas maternos y se sorprendían ante su fluidez. Otras fuentes indican que hablaba unas 30 lenguas y podía entender otras 20.
Una vez que se encontraba en prisión en Roma, una noche escuchó a dos prisioneros extranjeros hablar, aprendió el idioma y a la mañana siguiente, pudo comunicarse con ellos.

## Biografía
Nacido en una familia de origen humilde, demostró desde la infancia una memoria superior a lo normal, un fino oído musical y una extraordinaria capacidad de aprendizaje de lenguas extranjeras.
Asistió a las Escuelas Pías de su ciudad natal y se puso en contacto con muchos misioneros jesuitas huéspedes de los Estados Pontificios a causa de la supresión de la orden. Dialogando con ellos, aprendió rápidamente el sueco, el alemán, el castellano y varios dialectos sudamericanos, y también las lenguas muertas que estudió en la escuela.
Estudió en el seminario y terminó los estudios de filosofía y teología mucho antes de la edad mínima reglamentaria para la ordenación sacerdotal. Mientras tanto, se dedicó al estudio de las lenguas orientales.
En 1786, cuando solamente tenía 12 años, hablaba su lengua materna tan bien como el alemán, el griego, el latín y por lo menos cinco lenguas más. Después aprendió árabe, ruso, hindi, inglés antiguo, maltés y chino. En su afán de estudiar idiomas, solamente el chino le supuso verdadero esfuerzo: le obligó a pasar cuatro meses de estudio antes de sentirse un fluido hablante de esa lengua. Desde aquel momento, el padre Umpierres, anteriormente misionero en Macao y profesor de lengua en la Congregación para la Evangelización de los Pueblos, conversó con él en chino, confirmando oficialmente su pleno dominio del chino mandarín.
En 1797, a la edad de 23 años, fue ordenado sacerdote y asumió la cátedra de hebreo, árabe, lenguas orientales y griego en la Universidad de Bolonia.
Entre 1799 y 1800 asistió en los hospitales a los heridos extranjeros de los enfrentamientos con el ejército napoleónico, lo que aprovechó para captar varios idiomas europeos. Se hizo confesor de los turistas y viajeros que pasaban por la ciudad.
En 1806 rehusó la invitación de Napoleón para establecerse en París. Anteriormente, había rechazado prestar juramento de fidelidad a la República Cisalpina. En 1814 tampoco aceptó la invitación del papa Pío VII. Sin embargo, en 1831 sí aceptó la petición del papa Gregorio XVI de poner sus facultades al servicio de la Congregación para la Evangelización de los Pueblos.
El contacto con el ambiente cosmopolita de Roma, entre misioneros y sabios procedentes de diversos países católicos, permitió a Mezzofanti aprender muchos otros idiomas.
Gregorio XVI se hizo su amigo y protector, y lo elevó al rango de cardenal en el consistorio del 12 de febrero de 1838.
Falleció en Roma en 1849. Su monumento fúnebre se encuentra en la iglesia de Sant'Onofrio al Gianicolo, en Roma.

## Testimonios
A Mezzofanti se le describe comúnmente como un hombre sin particulares ambiciones, salvo las de dedicarse al cuidado de las almas, a la docencia universitaria y al estudio cotidiano de idiomas.
Varias personalidades contemporáneas han dicho de él:
- Lord Byron, poeta inglés, se encontró con Mezzofanti en Bolonia y declaró haber conocido "un monstruo de las lenguas... que tenía que haber existido en tiempos de la Torre de Babel como intérprete universal".
- August Wilhelm Kephalides, profesor de la Universidad de Breslavia, en el relato de su viaje a Italia, describe el encuentro con un excepcional políglota que entusiasma a los intelectuales boloñeses y "habla perfectamente el alemán sin haber viajado jamás fuera de Italia".
- Matteo Pisani, intérprete de la Embajada rusa en Italia y entre los máximos conocedores de lenguas eslavas y orientales de su tiempo, visitó a Mezzofanti para comprobar si su fama era o no merecida, y se quedó sorprendido.
- El padre Charles William Russel, estudioso irlandés y amigo de John Henry Newman, solía verse con Mezzofanti y se quedó impresionado por su capacidad de expresarse con finura y sin errores en gaélico, inglés y en los principales dialectos de Gran Bretaña. Y tras la muerte de Mezzofanti, escribió su biografía, considerada por algunos la mejor, recopilando documentos y testimonios directos.

El propio Russel afirmó que Mezzofanti llegó a escribir y hablar casi perfectamente 38 lenguas, entre las cuales figuran el hebreo, el árabe, el neo-arameo-caldeo, el copto, el armenio antiguo y el moderno, el persa, el turco, el albanés, el maltés, el griego clásico y moderno, el latín, el castellano, el portugués, el francés, el alemán, el sueco, el inglés, el ruso, el polaco, el checo, el magiar, el chino, el siríaco, el ge'ez, el amhárico, el hindi, el guyaratí, el euskera, el rumano. También dominaba con menor seguridad cuarenta idiomas (además de un número no precisado de dialectos), lo que da un total de 78 idiomas. Menos destreza tenía con el sánscrito, el malayo, el tibetano, el islandés, el sami, el ruteno, el frisón, el letón, el córnico, el quechua, el bambara: era capaz solo de leerlos, pero no de hablarlos.